# Jonas Örtemark
Jonas Örtemark, född 1972, är en svensk författare (poet). Sin skönlitterära debut gjorde Örtemark med 2006 års Miniatyrproduktioner, följd av 2008 års Vrida i led/Mikroväxlar. 2011 utkom boken Darger reviderad, skriven tillsammans med Leif Holmstrand som uppföljdes av En berättelse? Aldrig mer 2012.

### Fotnoter
1. ↑  hämtat från: svenskspråkiga Wikipedia härlett från: Kategori:Svenska poeter, läst: 14 juni 2019.[källa från Wikidata]
2. ↑  ”Jonas Örtemark”. Libris.kb.se. http://libris.kb.se/hitlist?q=Jonas+%C3%96rtemark&r=&f=simp&t=v&s=rc&g=&m=10. Läst 11 juni 2012.